# 英仏海峡トンネル
英仏海峡トンネル（えいふつかいきょうトンネル、英: Channel Tunnel, 仏: Tunnel sous la Manche）は、グレートブリテン島（イギリス）とヨーロッパ大陸（フランス）間のドーバー海峡（英仏海峡）の両岸を結ぶ、鉄道用海底トンネルである。他にドーバー海峡トンネルまたはユーロトンネルと呼ばれる場合もある。ただしユーロトンネルは、トンネルを運営している英仏合弁企業のかつての名称であり、その後ゲットリンクに改称して保有・管理している。

## 構造
海底中央部分にクロスオーバー（渡り線）を持つ直径7.6mのレールトンネル（鉄道トンネル）2本と、その中間の直径4.8mのサービス（保守用）トンネルの3本からなり、3本のトンネルをつなぐ連絡通路が各所に設けられている。2本のレールトンネルにはさらに列車の進行に伴って生ずる風圧を逃がすためのダクトが複数設けられている。海底部の総距離では青函トンネルを抜いて世界一の37.9kmであるが、陸上部を含めた総全長は50.5kmで、これはスイスのゴッタルドベーストンネル、青函トンネルに次いで世界第3位である。

トンネル断面概要。中央はサービストンネル
経路断面
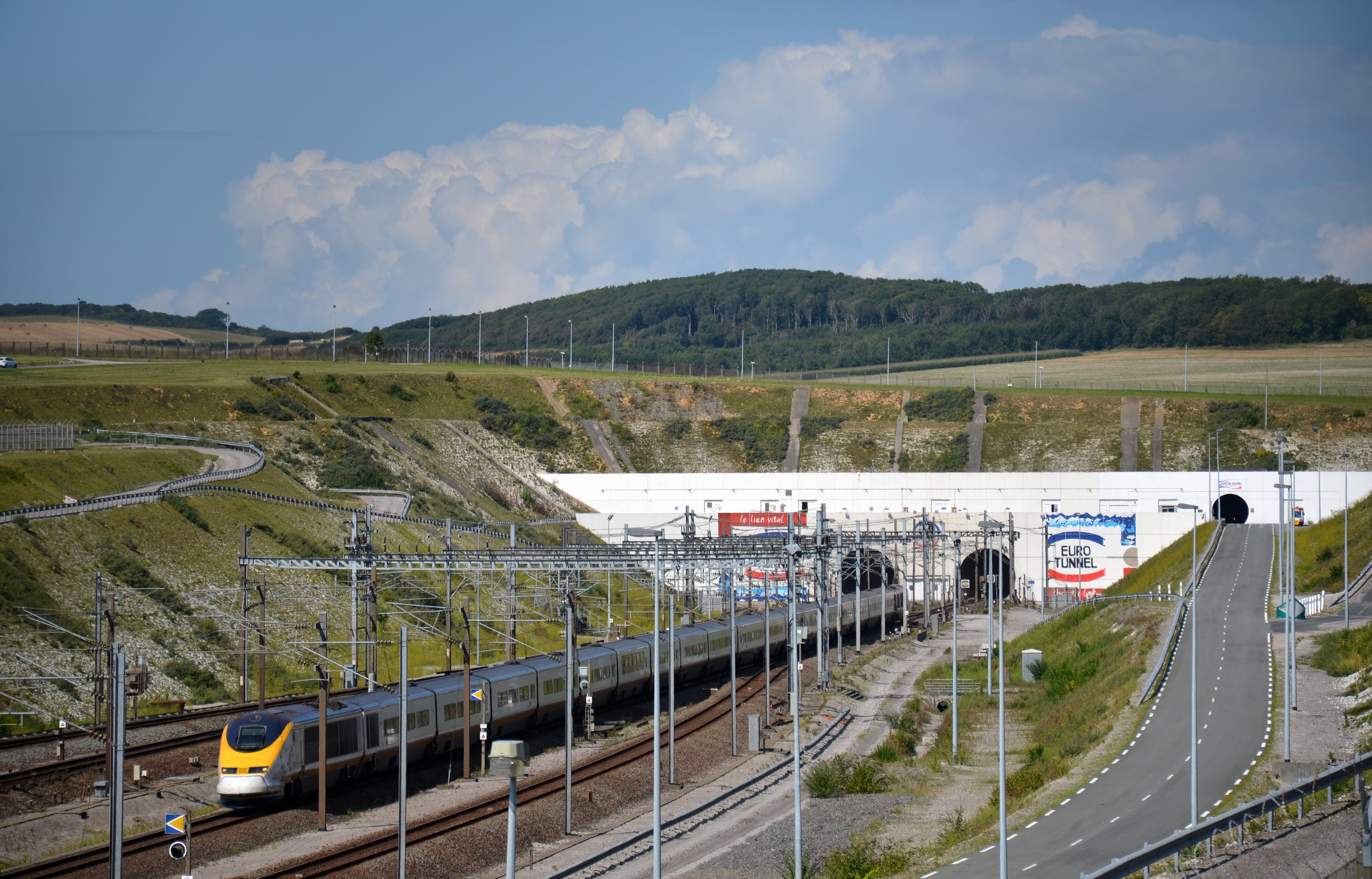
仏カレー（コケル）側

### データ
- 全長：50.49km
- 海底部長：37.9km
- 水深（最大）：60m
- 軌間（レール幅）：標準軌(1,435mm)
- 構造：2本の本トンネルとサービストンネル
- 掘削方法：TBM工法及びシールド工法
- 建設費用：約1兆8,000億円

## 建設

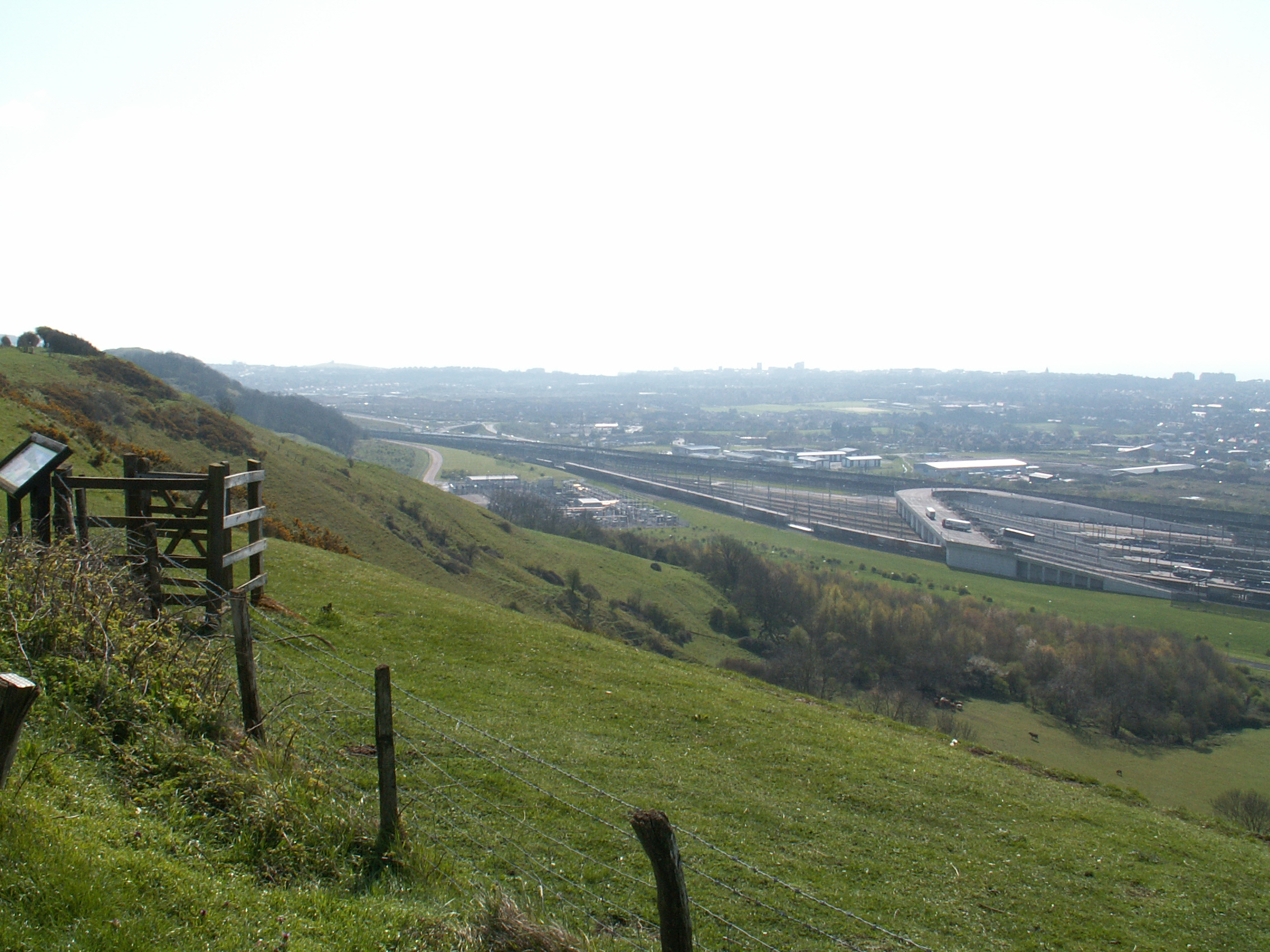
イギリスフォークストン側の出口遠景（写真中央からやや左が出口）

主にTBM工法で造られたが、シールド工法も可能なTBMが使われ、地盤が弱い区間などでシールド工法が用いられた。
計11機（イギリス製6機、日本製4機、アメリカ製1機）のTBMが発注され、イギリス側から6機、フランス側から5機で掘り進められた。日本製のうち2機は川崎重工業製である。
フランス側からの掘削に参加した川崎重工業がかなりの難工事をこなしたことで、『プロジェクトX』にも取り上げられている（放送は2001年9月25日）。ほか、en:George Wimpeyやベクテルが施工に参加している。
通常、トンネルの両端から掘り進むTBMはトンネル中央部まで来ると、自身をトンネル構造物の一部にしたり、左右に掘り進んでトンネル経路を外れそのまま埋めて投棄したりする。TBMが各建設事業ごとのオーダーメイドで他の工事では使えないこと、地上まで運び出すよりは埋めてしまったほうが安上がりなことなどから、このような方法がとられる。イギリス側のTBMは掘削完了後、トンネル経路より下方向に潜り込ませ投棄されたが、フランス側のロビンス/コマツ、ロビンス/川崎重工業のTBMはイギリスまで進み、地上に記念展示されたのち分解された。

## 運用
イギリスのフォークストン（Folkestone）とフランスのカレー（Calais）を結ぶ。運営はゲットリンク。トンネル内を通過する列車は、ユーロスター、車運搬用シャトル列車（Eurotunnel Shuttle）、貨物列車である。

### 列車の最高速度
ユーロスターの営業最高速度は300km/hだが、英仏海峡トンネル区間では160km/hに制限されている。陸上部で最高速度140km/hのユーロトンネルシャトル及び貨物列車とのすれ違いがあるためだが、青函トンネルと異なり単線並列でのすれ違いによる影響を考慮する必要のないトンネル区間も同様に制限されている。

### 線路使用料
トンネルを通過する列車を運行する会社は、ゲットリンクに対して線路使用料を支払う。線路使用料の額は、2008年以降は貨物列車1本あたりの平均で3,000ポンドまたは4,500ユーロである。これは2006年のユーロトンネルグループ（2007年6月27日以前の企業名）経営破綻とその後の再建計画の中で、使用料を減額して通過量の増大を図ったもので、2007年までは1列車平均5,300ポンドまたは8,000ユーロであった。また積み荷の種類やトン数による複雑な課金体系だったものを、列車のスピードと時間帯による単純な課金体系に改めている。

### 火災事故
1996年11月18日に、トンネル内を走行中のカートレイン（ユーロトンネルシャトル）で火災が発生した。フランスからイギリスへ向けて走行中の列車の後ろから4両目の貨車に積載されたトラックの積み荷のポリウレタンが出火したものとされた。列車はフランス側の坑口から17キロメートルの位置で停車し、フランスの消防隊によって乗客31名、乗員3名の全員が救助されたが、19名が煙を吸って病院に搬送された。マニュアルでは、火災時にはトンネル内で停車せずにトンネル外の待避線まで走行して消火活動を行う、火災の車両を切り離して客車を火災から遠ざける、トンネル内に停車して作業用トンネルに避難し換気装置により煙から守る、の3通りのいずれかの手段が取られることになっていたが、結果的にすべてに失敗した。

## 歴史
- 1751年 : アミアンアカデミーが新しい海峡横断交通のアイデアを募集する。
- 1752年 : 鉱山技師アルベール・マチュー（Albert Mathieu）が海峡トンネル案をアミアンアカデミーに送る。
- 1802年 : アルベール・マチューがナポレオン1世に海峡トンネルを提案。
- 1833年 : トム・デュ・ガモン（Thome du Gamond）が最初の地質調査を行う。
- 1855年 : パリ万博に海峡トンネルの模型が展示される。
- 1868年 : 英国海峡トンネル委員（British Channel Tunnel Committee）発足。
- 1869年 : 英国海峡トンネル委員会が試掘トンネルの掘削を決定。
- 1872年 : 海峡トンネル会社（Channel Tunnel Company）設立。
- 1881年 : 海峡トンネル会社がイギリス側からトンネル掘削開始。
- 1883年 : 建設中止。
- 1956年 : 海峡トンネル研究会（Channel Tunnel Study Group）発足。
- 1969年 : 「海底トンネル委員会」発足。
- 1978年 : 掘削開始、その後中止。
- 1986年
  - 2月 : 英仏両政府による事業認可。
  - 5月 : 工事着工。
- 1990年12月1日 : トンネル貫通。
- 1994年
  - 5月6日 : 開通式[1]。
  - 11月14日 : ユーロスター開業[5]。
- 1996年11月18日 : 貨物シャトル列車上のトラックより出火し、トンネル内火災[2]。
- 1997年5月15日 : 全面復旧[6]。
- 2006年
  - 8月2日 : 総額91億ユーロ（約1兆5,000億円）の債務により、運営会社ユーロトンネルグループ破綻。
  - 8月11日 : 貨物シャトル列車上のトラックより出火し一時閉鎖[7]。
- 2007年
  - 1月30日 : サンガット難民収容所問題に関して、常設仲裁裁判所から勝訴判決を得るものの、賠償額の算定は後日に回される。
  - 5月25日 : 91億ユーロの債務から41億ユーロ（約6,900億円）までの減額と、新会社グループ・ユーロトンネルへの株式交換が、株主により認められる。
- 2008年9月11日 : 貨物シャトル列車上のトラックから火災が発生し、一時閉鎖された。
- 2009年12月18日: ヨーロッパを襲った寒気の影響でトンネルの電気系統が故障し、ユーロスター合計5本がトンネル内で立ち往生するトラブルが発生。
- 2012年7月 : フランスからイギリスに向かう南トンネル内で、フランス側の事業者による2Gおよび3G通信サービスが開始。南トンネル内での携帯電話の使用が可能になった。
- 2014年5月 : 北トンネル内で、イギリス側の事業者による2Gおよび3G通信サービスが開始。ほぼ全線で携帯電話の通話が可能になる。
- 2017年11月20日: トンネル保有・管理会社がグループ・ユーロトンネルからゲットリンクに改称。

## Monuments of the Millennium
米国土木学会（ASCE）によって、20世紀の10大プロジェクトを選ぶ「Monuments of the Millennium」の「鉄道」部門に選定された。これは、20世紀最高の鉄道プロジェクトと認められたことを意味する。
ちなみに、この「Monuments of the Millennium」のほかの部門では、「水運」部門でパナマ運河、「空港の設計・開発」部門で関西国際空港、「高層ビル」部門ではエンパイア・ステート・ビルディング、「長大橋」部門ではゴールデンゲートブリッジなどが選定されている。

## 自転車での横断
2014年、クリス・フルームがサービストンネルをタイムトライアルバイクを使用して55分で走破している。このイベントはジャガーとチームスカイのコラボレーションで開催され、イギリス・フォークストン側から走り始めた。公式に自転車でトンネルを渡ったのはこれが初となる。

## 英仏海峡トンネルを扱った作品
- ドキュメンタリー「ユーロトンネル:ドーバー海峡を結ぶテクノパワー」（ナショナルジオグラフィックチャンネル）
- アニメ「ルパン三世 ハリマオの財宝を追え!!」
- ライトノベル「とある魔術の禁書目録」 - 17巻にユーロトンネルとして登場する。
- 水曜どうでしょう「ヨーロッパ21ヵ国完全走破の旅」に登場した。
- ドラマ「トンネル ～国境に落ちた血」　イギリスとフランスの合作によるテレビドラマ「The Tunnel」
- 映画「ミッション:インポッシブル」
- FPSゲーム「コール オブ デューティ モダン・ウォーフェアIII」最終ミッションでマカロフ率いるPMCとTF141、CTSFOが戦闘する。